# Pierre-Aurèle Asselin
Pour les articles homonymes, voir Asselin.
Pierre-Aurèle Asselin est un commerçant de fourrures et un artiste lyrique (ténor) canadien né le 2 décembre 1881 à Sainte-Famille-de-l'Île-d'Orléans et mort le 27 décembre 1964 à Montréal. Il est le frère de la mezzo-soprano Marie-Anne Asselin et le grand-oncle du pianiste André Asselin.

## Biographie
Pierre-Aurèle Asselin est né le 2 décembre 1881 à Sainte-Famille-de-l'Île-d'Orléans. Vers 1900 il déménage à Montréal où il épouse le 30 juin 1903 Cora Laviolette à la Basilique Notre-Dame de Montréal. Il ouvre un magasin de fourrures au même moment qui lui permettra de gagner sa croûte pendant un demi-siècle.
Il commence, avec sa voix de ténor, à chanter dans les églises. Mais ce n'est qu'en 1916, alors âgé de 35 ans, qu'il donne son premier concert pour un club qui gratifie la musique classique nommé le Ladies' Morning Musical Club. Il signe un contrat avec la compagnie Columbia Records un peu plus tard cette même année. Pour Columbia il enregistre avec sa puissante voix de ténor des arias tirées d'opéras français, des chansons d'opérette et des airs classiques dont « Barcarolle vénitienne » de Felix Mendelssohn. 
L'année suivante il se produira sur scène et plus particulièrement à l'oratorio Les Sept Paroles du Christ de Théodore Dubois et en octobre 1917 il accordera son premier concert solo.
De 1918 à 1920 il fera des enregistrements pour la compagnie Edison Records. Les agents de publicité de cette compagnie diront de ce nouvel artiste d'opéra qu'il est « l'un des meilleurs chanteurs du monde aujourd'hui » et en mars 1920 sa voix sera décrite comme une voix de « ténor à sonorité de cloche » par le catalogue d'Edison.
En mai 1921 Asselin retourne pour la Columbia où il enregistrera huit chansons à New York. Il effectuera ses derniers enregistrements en 1929 à Plattsburgh pour la compagnie Brunswick Records, puis, dans les années 1930, il délaissera ses activités professionnelles en musique comme ténor pour se concentrer sur son commerce de fourrures à Montréal, commerce qu'il cèdera à l'un de ses trois enfants, son fils Raymond, un peu avant sa mort qui surviendra à Montréal le 27 décembre 1964,.